# Hypsicera yoshimotoi
Hypsicera yoshimotoi är en stekelart som beskrevs av Setsuya Momoi och Kusigemati 1970. Hypsicera yoshimotoi ingår i släktet Hypsicera och familjen brokparasitsteklar. Inga underarter finns listade i Catalogue of Life.